# Cổ cồn trắng (phim truyền hình Mỹ)
Cổ cồn trắng (White Collar (TV series)) là series phim truyền hình ăn khách của Mỹ. Phim do hãng Fox Television Studios sản xuất, và đã kéo dài 6 mùa chiếu (tại Mỹ) . Tại Việt Nam, phim được kênh truyền hình Công an Nhân dân (ANTV) ra mắt vào ngày 23/4/2012 vào lúc 21h từ thứ 2 đến thứ 6. AVG - Truyền hình An Viên là đơn vị nắm giữ bản quyền phim Cổ cồn trắng.

## Nội dung
"Cổ cồn trắng" là một thuật ngữ tiếng Anh (White-collar worker) để ngụ ý những nhân viên trí thức, thường làm việc trong văn phòng và mặc áo trắng với bộ vest (Suit), khác với "cổ cồn xanh" (Blue-collar worker) thường ngụ ý công nhân lao động chân tay.
Phim Cổ cồn trắng kể về mối quan hệ cộng tác bất đắc dĩ giữa một tay lừa đảo và một đặc vụ FBI dù trong quá khứ họ vướng vào trò chơi mèo đuổi chuột trong nhiều năm dài.
Tay lừa đảo này có tên là Neal Caffret, một tên tội phạm quyến rũ, cực kỳ thông minh, với nhiều biệt tài khó ai bì kịp. 
Là một tên trộm siêu hạng, Neal đồng thời cũng thể hiện kiến thức rộng lớn về lịch sử, nữ trang và nghệ thuật như văn chương, hội họa và nhạc opera. Sau nhiều năm chạy trốn, anh cuối cùng cũng bị kẻ thù của mình là đặc vụ Peter Burke bắt được.
Peter là trưởng đội điều tra, với khả năng dự đoán được hành động của tội phạm, ông chưa bao giờ thất bại trong việc bắt giữ những tên tù nhân vượt ngục hoặc những kẻ tội phạm đang lẩn trốn đâu đó.
Trong lúc chỉ còn bốn tháng là kết thúc bản án tù bốn năm của mình, Neal trốn khỏi một nhà tù với trang thiết bị an ninh tối tân vào bậc nhất nước Mỹ để đi tìm cô người yêu Kate đang biệt tích.
Tuy nhiên, bằng mưu trí của mình, Peter một lần nữa bắt được Neal. Tuy nhiên, lần này thay vì bắt Neal trở lại tù vì tội vượt ngục táo bạo, Peter đã trao cho Neal 1 cơ hội: Neal sẽ dùng trí tuệ để giúp bắt giữ các tên tội phạm khét tiếng đang nhởn nhơ ngoài vòng pháp luật.
Thời gian đầu, Peter luôn giữ thái độ thận trọng và đề phòng với Neal. Nhưng chỉ sau một thời gian ngắn, Peter nhanh chóng nhận ra Neal có một khả năng trực giác và tài trí ông không thể tìm đến ở trong tổ chức của mình.
Neal bị buộc phải đeo một chiếc vòng kiểm soát mọi hoạt động của mình và anh cố dùng chức vụ này để tìm kiếm cô bạn gái Kate. 
Sau hàng loạt các biến cố xảy ra, giữa Neal và Peter hình thành một mối quan hệ hỗ trợ và tin tưởng lẫn nhau. Liệu họ có thể tiếp tục duy trì mối quan hệ cộng tác này một cách lâu dài?

## Giải thưởng
Tại Hoa Kỳ, phim White Collar được đề cử giải "Bộ phim yêu thích nhất" trong hệ thống giải thưởng "People Choice Awards 2010" và "Phim truyền hình cáp được yêu thích nhất" (2011) .

## Diễn viên chính

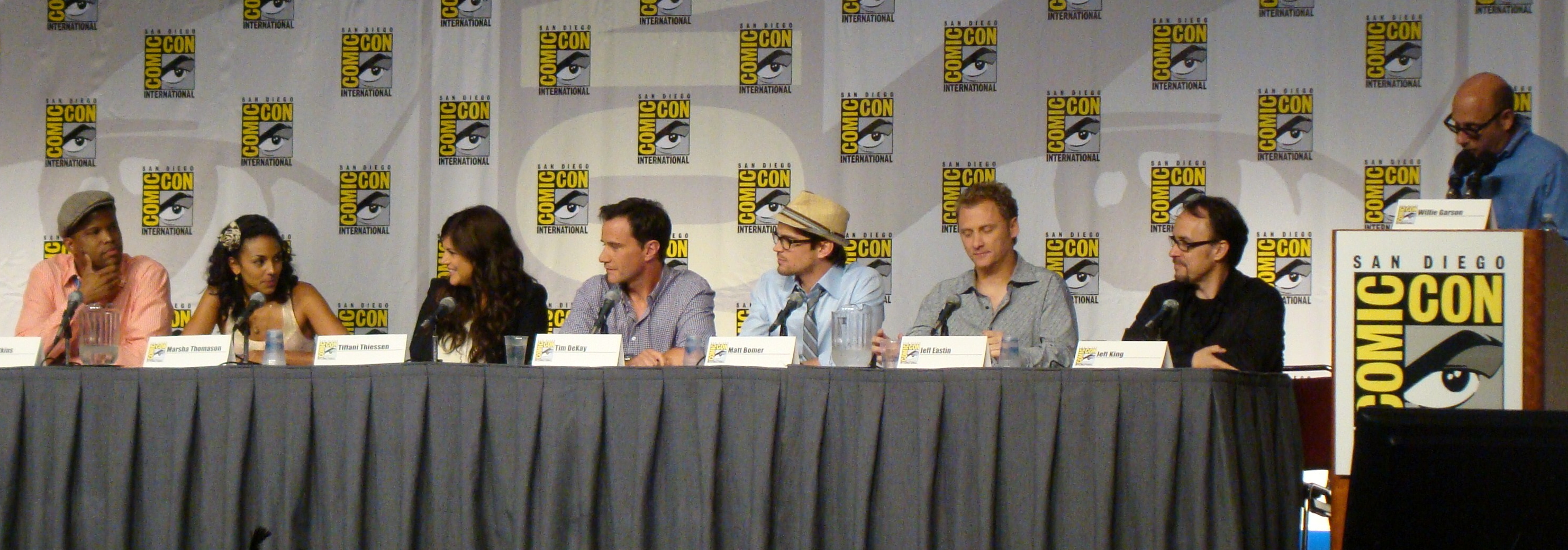
Những diễn viên của Cổ cồn trắng trong một cuộc họp báo

| Diễn viên        | Nhân vật        |
| ---------------- | --------------- |
| Matthew Bomer    | Neal Caffrey    |
| Tim Dekay        | Peter Burke     |
| Willie Garson    | Mozzie          |
| Tiffani Thiessen | Elizabeth Burke |
| Marsha Thomason  | Diana Berrigan  |
| Sharif Atkins    | Clinton Jones   |

## Tần suất người xem tại Mỹ
| Mùa chiếu | Số tập | Thời gian   | Số lượt xem (triệu người) |
| --------- | ------ | ----------- | ------------------------- |
| 1         | 14     | 2009 - 2010 | 4,28                      |
| 2         | 16     | 2010 - 2011 | Đang cập nhật             |
| 3         | 16     | 2011 - 2012 | Đang cập nhật             |
| 4         | 16     | 2012 - 2013 | Đang cập nhật             |
| 5         | 13     | 2013 - 2014 | Đang cập nhật             |
| 6         | 6      | 2014        | Đang cập nhật             |